# Pam Marshall
Pam Marshall (Estados Unidos, 16 de agosto de 1960) fue una atleta estadounidense, especializada en la prueba de 4 x 100 m en la que llegó a ser campeona mundial en 1987.

## Carrera deportiva
Eel Mundial de Roma 1987 ganó la medalla de oro en los relevos 4 x 100 metros, con un tiempo de 41.58 segundos que fue récord de los campeonatos, llegando a meta por delante de Alemania del Este y la Unión Soviética, siendo sus compañeras de equipo: Alice Brown, Diane Williams y Florence Griffith-Joyner.